# 齐永龄
齐永龄，宛平(今北京丰台区)人，是一名清朝政治人物。
齐永龄曾于1775年接替张蒿任福建永安县知县一职，1775由黄中俊接任。